# Judentanzhaus (Rothenburg ob der Tauber)

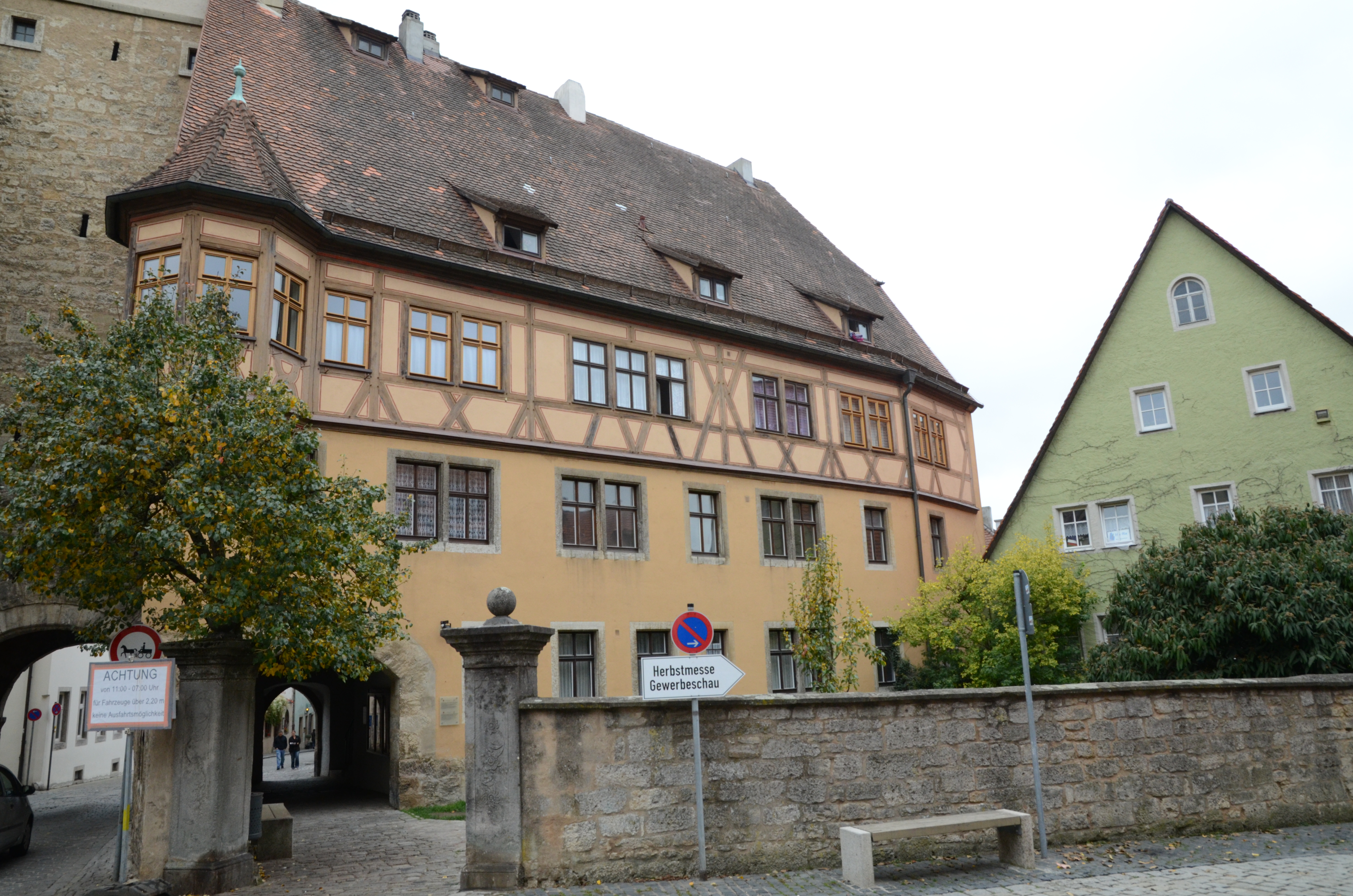
Judentanzhaus in Rothenburg ob der Tauber

Das ehemalige Judentanzhaus in Rothenburg ob der Tauber, einer Stadt im mittelfränkischen Landkreis Ansbach in Bayern, wurde nach der Zerstörung im Jahr 1945 wieder aufgebaut. Das Fachwerkhaus in der Georgengasse 17 ist ein geschütztes Baudenkmal.

## Geschichte
In Rothenburg ob der Tauber gab es bereits vor dem Pogrom von 1298 innerhalb des älteren Mauerrings ein jüdisches tantzhaus. Es wurde zum Beispiel im Jahr 1353 in einer Urkunde des späteren Kaisers Karl IV. erwähnt. Auch die zweite und dritte jüdische Siedlung in der Judengasse verfügte über ein derartiges Gebäude. 
Das als Fachwerkbau in Renaissanceform wiederaufgebaute Tanzhaus wurde 1613 auf den Grundmauern der ehemaligen Judenherberge von der Patrizierfamilie von Winterbach errichtet.